# (1138) Attica
(1138) Attica ist ein Asteroid des Hauptgürtels, der am 22. November 1929 vom deutschen Astronomen Karl Wilhelm Reinmuth in Heidelberg entdeckt wurde. 
Der Name ist abgeleitet von der griechischen Region Attika.